# マロンフェスタ
マロンフェスタは、かつてプロダクション人力舎で活動していたお笑いコンビ。2020年12月解散。

## メンバー
- わっしょい中村（1990年4月19日（34歳） - ）
  - 埼玉県羽生市出身。身長176cm、体重60kg。O型。
  - 本名は中村 紀之（なかむら のりゆき）。ニックネームは「わっしょい」。
  - 立ち位置は左。現役のホスト。実はホスト歴の方が芸歴よりほんの少し長い[1]。
  - さんまのお笑い向上委員会でモニター横芸人として活躍中に、既婚で子供がいることが紹介された。
  - 2018年8月、同じ事務所の三福エンターテイメントとユニットコンビ「zero」を組み、漫才ライブ「激漫」をメインに活動していた[2][3]。

- いただきマスク（1984年7月1日（40歳） - ）
  - 和歌山県和歌山市出身。身長180cm、体重80kg。B型。
  - 本名は栗須 公一（くりす こういち）。旧芸名は「笑法廷 栗之助」（しょうほうてい くりのすけ）[4]。
  - 立ち位置は右。東京大学法学部中退。司法試験に失敗後、しゃべくり007を観て芸人を志す[5]。極真空手五段。
  - 2017年頃に芸名を「いただきマスク」と改め、覆面レスラーのような謎の出で立ちのキャラに扮し素顔を隠しながら活動していた。

## 略歴
2011年、スクールJCAへ20期生としてそれぞれ入学し、在学中にコンビ『マロンフェスタ』を結成。卒業後はプロダクション人力舎に所属し、デビューして間も無く2012年に「情報満喫バラエティ 週末にしたい10のこと!」にて準レギュラー出演。2016年には「笑けずり シーズン2〜コント編〜」にて最終オーディションに選抜される。
2021年1月12日、三福エンターテイメントとヒロ・オクムラのZoom配信「今夜も星が綺麗ですね」に中村がゲストで出演し、2020年12月をもっておよそ9年間在籍した所属事務所を離れていたことが発表された。
後日、2021年4月13日にAbemaTVで配信された「スピードワゴンの月曜The NIGHT」に吉住がゲストで出演した際その詳細に触れる場面があり、公式ホームページでアナウンスがなかったのは、栗須が「自分らみたいなコンビは解散を発表するような器じゃないので、どうか公表はしないで欲しい」と事務所に頼んでいたからであったことが明かされた。また、栗須が中村を介さずマロンフェスタ解散と事務所退社の意向を申し入れていたことが後から発覚し、中村は「お前、引退したんだって？」と人伝にそれを耳にする形でコンビ解散と自身の籍がなくなっていた事実を把握することになってしまったという。
その影響から中村はフリーの状態となり、以降も「今夜も星が綺麗ですね」に出演を続けながら新ネタを考え人力舎への再所属を目指していたが、2021年11月に引退した事が三福エンターテイメントの公式Twitterにて発表された。

## 出演

### テレビ
- 情報満喫バラエティ 週末にしたい10のこと! （日本テレビ）- 2012年5月26日・6月9日・6月23日・7月7日・9月15日・9月22日
- NexT（日本テレビ）- 2012年11月11日
- アラサーちゃん 無修正 第6話（テレビ東京）- 2014年8月30日
- 暗躍!芸人ブローカー 〜テレビに出ない（秘）芸人密売所〜（関西テレビ）- 2015年1月2日
- うぷ村（TBSテレビ）- 2015年7月8日、わっしょい中村のみ
- Girls TV! feat.SUPER☆GiRLS（日本海テレビ）- 2015年8月18日
- 笑けずり シーズン2〜コント編〜（NHK BSプレミアム）- 2016年8月26日
- 白黒アンジャッシュ（千葉テレビ）- 2016年10月11日
- さんまのお笑い向上委員会（フジテレビ） - 2018年10月7日、モニター横芸人、わっしょい中村のみ
- 本能Z（CBCテレビ）- 2019年3月6日